# Jean Renoir
Jean Renoir (Pariz, Francuska,  15. rujna 1894., - Beverly Hills, Kalifornija, Sjedinjene Države, 12. veljače 1979.) bio je francuski filmski redatelj, scenarist, producent i pisac, sin čuvenog slikara Pierre-Augustea Renoira. Kao redatelj, Renoir je snimio više od 40 filmova od doba nijemog filma do kraja 1960-ih, te se smatra jednim od najznačajnijih filmskih umjetnika 20. stoljeća.
U ranoj mladosti živi s obitelji na jugu Francuske. U to doba često je model svome ocu, koji ga zajedno s ostalim članovima obitelji više puta portretira. Za vrijeme prvog svjetskog rata služi u francuskoj konjici (1er régiment de dragons), te je ranjen u borbi. Vrijeme oporavka uglavnom provodi u kinematografima, što mu otkriva djela Charlieja Chaplina. 1920., počinje raditi kao keramičar, ali nakon prikazivanja filma Foolish Wives (1922.) Ericha von Stroheima, odlučuje se posvetiti filmu. 1924. snima prvi dugometražni film La Fille de l'eau, ali uspjeh postiže tek prvim zvučnim filmovima, posebno dramom La Chienne (1931.). Nakon književne adaptacije La Nuit du Carrefour (1932.), prema romanu Georgesa Simenona, snima impresivni niz vrhunskih ostvarenja: Boudu sauvé des eaux (1932.), Le Crime de Monsieur Lange (1935.), Partie de campagne (1936., prikazan 1946.) i Les Bas-fonds (1936.). Sredinom 1930-ih, Renoir je bio član ljevičarske Narodne fronte (Front populaire), te nekoliko njegovih filmova, kao La Vie est à nous (1936.) i La Marseillaise (1938.) posjeduje i političku dimenziju. U to doba, Renoirov suradnik na filmovima Les bas-fonds i Une partie de campagne je Luchino Visconti, što je kasnije utjecalo na talijanski neorealizam.
Prije drugog svjetskog rata, ratnom dramom La Grande Illusion (1937.) nastoji poslati poruku mira, te je film, koji se danas smatra jednim od najznačajnijih u povijesti kinematografije, izazvao vrlo negativne reakcije nacističke Njemačke, koja ga je po okupaciji Francuske nastojala i uništiti. 1939., svojim remek-djelom La Règle du jeu (1939.), prikazao je moralnu degeneraciju francuske aristokracije.
1940. emigrira u Sjedinjene Države, te postaje američki državljanin. Premda se nije uklopio u hollywoodsku filmsku industriju, snima nekoliko naručenih projekata, propagandne filmove This land is mine (1943.), Salut à la France (1944.), i nekoliko književnih adaptacija, kao The Diary of a Chambermaid (1946.) prema čuvenom romanu Octavea Mirbeaua. 1951., snima u Indiji utjecajni film  Le Fleuve. Početkom 1950-ih vraća se u Francusku te ostvaruje filmove Le Carrosse d'or (1952.) prema romanu Prospera Mériméea, French Cancan (1954.), Elena et les Hommes (1956.) i Le Caporal épinglé (1962.), prema romanu Jacquesa Perreta. Krajem 1960-ih više radi za televiziju i posebno se okreće književnosti, te je između ostaloga napisao biografiju svog oca, Renoir, mon père (1962.), i vlastitu autobiografiju, Ma vie et mes films (1974.). Od 1970. živi u Beverly Hillsu u Kaliforniji.

## Izabrana filmografija
- La Fille de l'eau (1925.)
- La Chienne (1931.)
- La Nuit du carrefour (1932.)
- Boudu sauvé des eaux (1932.)
- Le Crime de Monsieur Lange (1936.)
- La Grande illusion (1937.)
- La Règle du jeu (1939.)
- The Diary of a Chambermaid (1945.)
- Le Fleuve (1951.)

## Vanjske poveznice
- Jean Renoir u internetskoj bazi filmova IMDb-u (engl.)
- Interview 1960 - fathom.com
- Je m'appelle Jean RENOIR ... univ-nancy2.fr   Arhivirana inačica izvorne stranice od 17. srpnja 2012. (Wayback Machine)